# Diplolophium buchananii
Diplolophium buchananii là một loài thực vật có hoa trong họ Hoa tán. Loài này được (Benth. ex Oliv.) C.Norman mô tả khoa học đầu tiên năm 1923.